# Joanna Jagiełło
Joanna Jagiełło z domu Roszkowska (ur. 4 sierpnia 1974 w Warszawie) – polska pisarka. Uprawia również inne rodzaje sztuki.

## Życiorys
Ukończyła studia na Wydziale Neofilologii (Instytut Anglistyki) na Uniwersytecie Warszawskim. Wykładała językoznawstwo na UW, pracowała jako nauczycielka angielskiego w gimnazjach i liceach. Współpracowała z czasopismem „Perspektywy”, gdzie między innymi prowadziła kolumnę poetycką „Karczma pod pegazem” oraz z czasopismem „Cogito”. Pracuje jako redaktorka podręczników do języka angielskiego w Pearson Central Europe. Jako malarka brała udział w wystawach zbiorowych oraz indywidualnych. Jako pieśniarka zdobyła w lutym 2017 roku I miejsce w Międzynarodowym Konkursie Wierszy i Piosenki Miłosnej w Warszawie, a w listopadzie 2018 roku dostała się do półfinału 36. Międzynarodowego Festiwalu Bardów OPPA 2018. W tym samym roku wydała pierwszą płytę „Skrzypek bez dachu” z siedemnastoma utworami, w większości do własnych słów i własnej muzyki.

### Kariera literacka
Debiutowała w 1997 tomikiem wierszy „Moje pierwsze donikąd”. W 2006 związała się z Grupą Literacko-Artystyczną KORALE (www.korale.org.pl) – jej wiersze i opowiadania zostały zamieszczone w dwóch antologiach tej Grupy (2007 i 2008). Debiutancką powieść dla młodzieży „Kawa z kardamonem” napisała na konkurs. Utwór nie spotkał się wtedy z zainteresowaniem jury, za to później zainteresowało się Wydawnictwo Literatura i wydało ją w 2011. Za tę książkę Jagiełło była nominowana do nagrody polskiej sekcji IBBY Książka Roku 2011. Książka uzyskała też nominację do nagrody Donga oraz została wpisana na Listę Skarbów Muzeum Książki Dziecięcej; została przetłumaczona na język ukraiński oraz rosyjski (tłum. Bożena Antoniak) i wydana w latach 2013–2014 przez wydawnictwo Urbino we Lwowie.
Jagiełło zdobyła główne nagrody w kilku turniejach jednego wiersza (Sochaczewskie Centrum Kultury, 2016, 2018, Centrum Kultury w Łomiankach, 2017). Należy do warszawskiego oddziału Stowarzyszenia Pisarzy Polskich.

## Życie prywatne
Jej ojcem jest pisarz Janusz Bogdan Roszkowski (ur. 1940). Joanna Jagiełło ma dwie córki – Julię (ur. 1994) i Barbarę (ur. 2004).

## Publikacje
- „Moje pierwsze donikąd” (tomik wierszy) Fundacja Sztuki na rzecz „Integracji”, Warszawa 1997
- „Kawa z kardamonem” (powieść dla młodzieży) Wydawnictwo Literatura 2011
- „Urodzinek” (opowiadanie dla dzieci) w tomie „Opowiadania o zwierzętach” Wydawnictwo Literatura, Łódź 2012
- „Gołąb” (opowiadanie dla dorosłych) w antologii „Nikt nigdy” Towarzystwo Aktywnej Komunikacji i Centrum Kultury ZAMEK, Wrocław 2012
- „Czekolada z chili” (powieść dla młodzieży) Wydawnictwo Literatura, Łódź 2013
- „Oko w oko z diplodokiem” (książeczka dla dzieci) Egmont Polska 2013
- „Ślady” (tomik wierszy) Wydawnictwo Mons Admirabilis 2013
- „Pamiętnik Czachy” (powieść dla dzieci – z ilustracjami autorki) Wydawnictwo Literatura 2014
- „Hotel dla twoich rzeczy” (powieść autobiograficzna) Wydawnictwo Czarne 2014
- „Babula Babalunga” (książeczka dla dzieci) Egmont Polska 2015
- „Pocztówki” (opowiadanie w tomie „Opowiadania z kluczem”) Wydawnictwo Literatura, Łódź 2015
- „Taki wstyd” (kryminał) Nasza Księgarnia 2016
- „Tiramisu z truskawkami” (powieść dla młodzieży) Wydawnictwo Literatura 2016
- „Różowe babeczki” (książeczka dla dzieci) Egmont Polska 2016
- „Zielone martensy” (książka dla młodzieży od 10 do 18 lat) Nasza Księgarnia 2016
- „Perspektywa powietrzna” (tomik wierszy) Wydawnictwo Mons Admirabilis 2017
- „Bramkarze. Samotnicy, akrobaci, dyrygenci” (wraz z Jarosławem Kaczmarkiem) Egmont Polska 2017
- „Napastnicy. Jak zostać mistrzem” (wraz z Jarosławem Kaczmarkiem) Egmont Polska 2017
- „Jak ziarnka piasku” (powieść dla młodzieży) Nasza Księgarnia 2018
- „Czacha się buntuje” (powieść dla dzieci, druga część „Pamiętnika Czachy”) Wydawnictwo Literatura 2018
- „Mleko z miodem” (powieść dla młodzieży) Wydawnictwo Literatura 2019
- „Tylko gdy pada deszcz” (powieść dla młodzieży) Wydawnictwo Literatura 2019
- „Urodziny” (powieść dla młodzieży) Wydawnictwo Literatura 2020
- „Wyprawa Kon-Tiki” (literatura dziecięca) Egmont Polska 2020
- „Tam, gdzie zawracają bociany” (powieść dla młodzieży) Nasza Księgarnia 2020
- „To już nie ma znaczenia” (powieść dla młodzieży) Zielona Sowa 2020
- „Szklarnia” (zbiór opowiadań) Wydawnictwo Mons Admirabilis 2020
- „Wszystkie moje śmierci” (opowiadanie w antologii „Wszystkie kolory świata”) Wydawnictwo Agora dla dzieci 2021
- „Wielki bal” (książeczka dla dzieci) Harper Collins 2021
- „Futuropolis. Miasto jutra” (książeczka dla dzieci) HarperKids 2021[3]
- „Nie wiesz o mnie wszystkiego” (powieść dla młodzieży) Zielona Sowa 2021[4]
- „Dzikusy. Witajcie w malinowym domu” (powieść dla młodzieży) Zielona Sowa 2021[5]
- „Różowe babeczki” (opowiadanie w zbiorze „Kapelusz opowieści”) Egmont 2021[6]
- „Nauki przedśmiertne” (tomik wierszy). Mons Admirabilis 2021[7]
- „Święty Mikołaj. Historia prawdziwa”. Burda Media Polska” 2021
- „Popękane życie”. Harper Collins Polska 2022
- „Biuro śledcze Trop Sekret” (książka detektywistyczna dla dzieci, część pierwsza: Inka i Filip wkraczają do akcji) Wydawnictwo Słowne Młode 2022[8]
- „Wieczór pełen cudów” (opowieść dla dzieci). Zielona Sowa 2022
- „Podwójne Święta” (opowieść dla dzieci w języku polskim i ukraińskim). Wydawnictwo Świetlik 2022
- „Biuro śledcze Trop Sekret” (książka detektywistyczna dla dzieci, część druga: Inka i Filip i znikające bestsellery). Wydawnictwo Słowne Młode 2022
- „Księżniczka Józefina i najwspanialszy puchar lodowy” (dla młodszych dzieci). Empik Go 2023
- „Obfitość” (książka dla dzieci). Wydawnictwo Świetlik 2023
- „Wielkie marzenia. Syrenki z Koralowego Zakątka” t.1 (książka dla dzieci). Wydawnictwo Świetlik 2023
- „Wielka podróż. Syrenki z Koralowego Zakątka” t.2 (książka dla dzieci). Wydawnictwo Świetlik 2023
- „Biuro śledcze Trop Sekret” (książka detektywistyczna dla dzieci, część trzecia: Inka i Filip i fałszywe tropy).Wydawnictwo Świetlik 2023
- „Zbój” (książka dla dzieci). Wydawnictwo Agora 2023
- „Najukochańsza” (książka obyczajowa dla młodzieży). Wydawnictwo Literatura 2024
- „Wielkie Trio i potwór z Loch Ness” (książka dla dzieci, t. 1 serii Wielkie Trio"). Wydawnictwo Wilga 2024
- „Uzdrowisko" (książka obyczajowa dla dorosłych).Empik Self-publishing 2024
- „Wzgórze snów" (książka dla dzieci). Wydawnictwo HarperKids 2024
- „Wielkie Trio i zamkowe duchy” (książka dla dzieci, t. 2 serii Wielkie Trio"). Wydawnictwo Wilga 2024
- „Opowieść o Czarnym Smoku" (książka dla dzieci) Ośrodek Działań Ekologicznych Źródło 2024
- „Wszystko powiem babci! O kupie dinozaura" (książka dla dzieci, pierwsza z planowanej serii). Zielona Sowa 2025
- „Wszystko powiem babci! O jednorożcach" (książka dla dzieci, druga z planowanej serii). Zielona Sowa 2025
- „Olaf i Stella" (książka dla dzieci). Wydawnictwo Agora 2025
- „Wielkie Trio i tajemnica Stonehenge” (książka dla dzieci, t. 3 serii Wielkie Trio"). Wydawnictwo Wilga 2025
- „Karetka mojego taty"  (książka dla dzieci). Wydawnictwo HarperKids 2025
- „Wszystko powiem babci! O świetlikach" (książka dla dzieci, trzecia z planowanej serii). Zielona Sowa 2025

### Wydania w językach obcych
- „Kawa z kardamonem” (Кава з кардамоном) tłumaczenie na ukraiński Bożena Antoniak, Wydawnictwo Urbino Lwów 2013.
- „Czekolada z chili” (Шоколад із чилі) tłumaczenie na ukraiński Bożena Antoniak, Wydawnictwo Urbino 2013.
- „Kawa z kardamonem” (Кофе з кардамоном) tłumaczenie na rosyjski Bożena Antoniak, Wydawnictwo Wesko 2014.
- „Czekolada z chili” (Шоколад з чили) tłumaczenie na rosyjski Bożena Antoniak, Wydawnictwo Wesko 2014.
- „Tiramisu z truskawkami” (Тірамісу з полуницею) tłumaczenie na ukraiński Bożena Antoniak, Wydawnictwo Urbino 2016.
- „Oko w oko z diplodokiem” tłumaczenie na język turecki (tytuł Dinozorla Karşilaşma), Wydawnictwo EL YAZISI İLE HAZIRLANMIŞTIR 2017.
- „Zielone martensy” (Зелені мартенси) tłumaczenie na ukraiński Jarosława Iwczenko, Wydawnictwo Urbino 2017.
- „Pamiętnik Czachy” (Щоденник Черепушки) tłumaczenie na ukraiński Bożena Antoniak, Wydawnictwo Urbino 2018.
- „Mleko z miodem” (Молоко з медом) tłumaczenie na ukraiński Bożena Antoniak, Wydawnictwo Urbino 2019.
- „Jak ziarnka piasku” (Як дві краплі води) tłumaczenie na ukraiński Bożena Antoniak, Wydawnictwo Urbino 2020.
- „Urodziny” (Iменини) tłumaczenie na ukraiński Bożena Antoniak, Wydawnictwo Urbino 2024.

### Przekłady
- Ngai Kelly, Lish Mikki, Dom na Wzgórzu (powieść dla dzieci), przekład Joanna Jagiełło, Zielona Sowa 2020.
- Kiran Millwood Hargrave, Julia i rekin, przekład Joanna Jagiełło. Wydawnictwo Słowne Młode 2022[9].
- Laura Dockrill, Gwen Millward, Na skrzydłach motyla, przekład Joanna Jagiełło. Wydawnictwo Świetlik 2023.
- James Nicol, Krawcy zaklęć, przekład Joanna Jagiełło. Wydawnictwo Świetlik 2023.
- Nicola Davies, Niezwykłe drzewa, przekład Joanna Jagiełło. Wydawnictwo Świetlik 2024.
- Susan Casey, Głębia oceanu. Podróże do podwodnego świata, przekład Joanna Jagiełło. Wydawnictwo Harde 2025.

## Nagrody i wyróżnienia
- „Kawa z kardamonem” – nominacja do nagrody Książka Roku 2011 Polskiej Sekcji IBBY, nominacja do Nagrody Donga za rok 2011.
- „Pamiętnik Czachy” wpisano 16.06.2015 na Listę Skarbów Muzeum Sztuki Dziecięcej.
- II Nagroda za „Optę” (w druku tytuł został zmieniony na „Zielone martensy”) w IV Konkursie Literackim im. Astrid Lindgren na współczesną książkę dla dzieci i młodzieży w kategorii wiekowej 10-14, kwiecień 2016.
- „Zielone martensy” – nominacja do nagrody Książka Roku 2016 Polskiej Sekcji IBBY w kategorii literackiej[10].
- „Jak ziarnka piasku” – nagroda literacka w konkursie Polskiej Sekcji IBBY Książka Roku 2018.
- III nagroda za „Tam, skąd zawracają bociany” w V Konkursie Literackim im. Astrid Lindgren na współczesną książkę dla dzieci i młodzieży w kategorii wiekowej 10-14, maj 2019.
- Wyróżnienie za „Urodziny” w V Konkursie Literackim im. Astrid Lindgren na współczesną książkę dla dzieci i młodzieży w kategorii wiekowej 6-10, maj 2019.
- „Jak ziarnka piasku” została podczas targów frankfurckich wpisana na prestiżową listę „White Ravens 2019”, gdzie wraz ze 199 tytułami z całego świata figuruje jako najlepsza książka dla młodzieży w 2019 roku.
- Nominacja do nagrody IBBY KSIĄŻKA ROKU 2020 dla: „To już nie ma znaczenia” (Zielona Sowa 2020).
- „Urodziny” znalazły się w ścisłym finale 28. Ogólnopolskiej Nagrody Literackiej im. Kornela Makuszyńskiego[11].
- Nominacja do Almy 2022 (Astrid Lindgren Memorial Award) za całokształt twórczości w dziedzinie literatury dziecięcej[12].
- Zbój" Joanna Jagiełło z ilustracjami Marcin Minor ostał wybrany w plebiscycie NAJLEPSZA KSIĄŻKA NA ZIMĘ w kategorii "książka dla starszych dzieci" serwisu czytelniczego Granice.pl.
- IBBA 2023 Nagroda specjalna DZIECKO JEST NAJWAZNIEJSZE dla książki, której Joanna Jagiełło jest współautorką, "Wszystkie kolory świata" (Wydawnictwo Agora 2021).
- Medal brązowy Gloria Artis (4 marca 2025).